# World Games 2022/Orientierungslauf
Bei den World Games 2022 in Birmingham, Alabama, fanden vom 15. bis 17. Juli insgesamt fünf Wettbewerbe im Orientierungslauf statt, jeweils zwei bei den Männern und bei den Frauen sowie einer im Mixed. Austragungsort war der Campus des Birmingham-Southern College.
Erfolgreichste Mannschaft war die der Schweiz, deren Sportler drei der fünf Wettbewerbe gewannen und sich darüber hinaus je eine Silber- und Bronzemedaille sicherten.

## Bilanz

### Medaillenspiegel
| Platz  | Land           | Gold | Silber | Bronze | Gesamt |
| ------ | -------------- | ---- | ------ | ------ | ------ |
| 1      | Schweiz        | 3    | 1      | 1      | 5      |
| 2      | Norwegen       | 1    | 1      | 1      | 3      |
| 3      | Neuseeland     | 1    | —      | —      | 1      |
| 4      | Schweden       | —    | 2      | 1      | 3      |
| 5      | Tschechien     | —    | 1      | 1      | 2      |
| 6      | Großbritannien | —    | —      | 1      | 1      |
| Gesamt | Gesamt         | 5    | 5      | 5      | 12     |

### Medaillengewinner
Männer
| Disziplin     | Gold                | Silber                | Bronze               |
| ------------- | ------------------- | --------------------- | -------------------- |
| Sprint        | Tim Robertson (NZL) | Martin Regborn (SWE)  | Tomáš Křivda (CZE)   |
| Mitteldistanz | Kasper Fosser (NOR) | Matthias Kyburz (SUI) | Martin Regborn (SWE) |

Frauen
| Disziplin     | Gold                   | Silber                  | Bronze                |
| ------------- | ---------------------- | ----------------------- | --------------------- |
| Sprint        | Simona Aebersold (SUI) | Tereza Janošíková (CZE) | Elena Roos (SUI)      |
| Mitteldistanz | Simona Aebersold (SUI) | Sofia Ohlsson (SWE)     | Ingrid Lundanes (NOR) |

Mixed
| Disziplin | Gold                                                           | Silber                                                                               | Bronze                                                                     |
| --------- | -------------------------------------------------------------- | ------------------------------------------------------------------------------------ | -------------------------------------------------------------------------- |
| Staffel   | SchweizSimona Aebersold Joey Hadorn Matthias Kyburz Elena Roos | NorwegenVictoria Hæstad Bjørnstad Havard Eidsmo Kasper Harlem Fosser Ingrid Lundanes | GroßbritannienCecilie Andersen Ralph Street Jonny Crickmore Charlotte Ward |